# ジョエル・マクニーリー
ジョエル・マクニーリー（Joel McNeely、1959年3月28日 - ）は、アメリカ合衆国の映画音楽作曲家。ウィスコンシン州マディソン出身。
音楽関係の仕事をしていた両親の影響で幼少期からピアノ、サクソフォーン、ベース、フルートを習う。マイアミ大学でジャズを、イーストマン音楽学校で作曲を学ぶ。
主にSF映画やアクション映画の音楽を手掛けているが、近年はディズニー・アニメ映画の音楽が多い。
1993年、『インディ・ジョーンズ/若き日の大冒険 Scandal of the 1920』でプライムタイム・エミー賞音楽賞を受賞。

## フィルモグラフィ
- 『白銀に燃えて』 - Iron Will (1994年)
- 『笑撃生放送! ラジオ殺人事件』 - Radioland Murders (1994年)
- 『スクワント/伝説の勇者』 - Squanto: A Warrior's Tale (1994年)
- 『ターミナル・ベロシティ』 - Terminal Velocity (1994年)
- 『ゴールド・ディガーズ 伝説の秘宝を追え!』 - Gold Diggers: The Secret of Bear Mountain (1995年)
- 『フリッパー』 - Flipper (1996年)
- 『スター・ウォーズ 帝国の影』 - Star Wars: Shadows of the Empire (1996年)
- 『ベガス・バケーション』 - Vegas Vacation (1997年)
- 『エアフォース・ワン』 - Air Force One (1997年) ※追加スコア
- 『Born to be ワイルド』 - Wild America (1997年)
- 『アベンジャーズ』 - The Avengers (1998年)
- 『ソルジャー』 - Soldier (1998年)
- 『ヴァイラス』 - Virus (1999年)
- 『レスリー・ニールセン 裸のサンタクロース』 - Santa Who? (2000年) テレビ映画
- 『ダークエンジェル』 - Dark Angel (2000年 - 2002年) テレビドラマ
- 『ピーター・パン2 ネバーランドの秘密』 - Return to Never Land (2002年)
- 『ジャングル・ブック2』 - The Jungle Book 2 (2003年)
- 『ジェームズ・キャメロンのタイタニックの秘密』 - Ghosts of the Abyss (2003年)
- 『穴/HOLES』 - Holes (2003年)
- 『アップタウン・ガールズ』 - Uptown Girls (2003年)
- 『ムーラン2』 - Mulan II (2004年)
- 『くまのプーさん ザ・ムービー/はじめまして、ランピー!』 - Pooh's Heffalump Movie (2005年)
- 『シンデレラIII 戻された時計の針』 - Cinderella III: A Twist in Time (2007年)
- 『ティンカー・ベル』 - Tinker Bell (2008年)
- 『ティンカー・ベルと月の石』 - Tinker Bell and the Lost Treasure (2009年)
- 『アメリカン・ダッド』 - American Dad (2009年 - 2010年) テレビドラマ
- 『ティンカー・ベルと妖精の家』 - Tinker Bell and the Great Fairy Rescue (2010年)
- 『ティンカー・ベルと輝く羽の秘密』 - Secret of the Wings (2012年)
- 『荒野はつらいよ 〜アリゾナより愛をこめて〜』 - A Million Ways to Die in the West (2014年)
- 『宇宙探査艦オーヴィル』 - The Orville (2017年-) テレビドラマ